# Адрієн де Ноайль
Адрієн-Мориц де Ноайль (фр. Adrien Maurice de Noailles; 29 вересня 1678 — 24 червня 1766) — 3-й герцог Ноайль, французький державний та політичний діяч, дипломат.

## Життєпис
Походив із впливової аристократичної родини. Син Анн-Жюля де Ноайля, 2-го герцога Ноайля, маршала Франції. Його сестра була одружена з Людовиком-Александром де Бурбоном, позашлюбним сином ЛюдовікаXIV. У 1682 році стає губернатором Русільйона після смерті свого батька, а у 1698 року — губернатором Беррі. на цій посаді залишався до 1715 року.
Свою військову кар'єру розпочав під командуванням батька під час Війни за іспанську спадщину. Незабаром стає капітаном 1 полку гвардійців. У 1702 році за свою хоробрість під час військових дій в Іспанії отримує звання бригадира та стає кавалером ордену Золотого Руна, у 1704 році — генерал-майора, у 1706 році — генерал-лейтенанта. У 1709 році захоплює Фігерас. У 1710 році на чолі армії захопив м. Жерону. У 1711 році король Філіп V надав Ноайлю титул іспанського гранда 1-го класу.
У 1715 році обіймав посаду міністра фінансів за регентства Філіпа Орлеанського. Завдяки рішучим діям Ноайля королівство уникло банкрутства, було встановлено фінансовий контроль за державними витратами, покращилися фінанси, що перебували у занепаді внаслідок війни. Втім Ноайль вступив у конфлікт з фаворитом регента Джоном Ло й у 1718 році пішов у відставку.
Після завершення регентства повертається на службу до короля Людовика XV, де очолює судову палату, що розслідувала фінансові зловживання. У 1724 році король робить Ноайля кавалером ордену Святого Духа.
З 1733 році повертається до армії, де бере участь у війні за польську спадщину під головуванням Джеймса Фітцджеймса, маршала Бервіка. Добре зумів проявити себе під час рейнської кампанії. За взяття у 1734 році Філіпсбурга отримує звання маршала. згодом займає Еттінген та Вормс.
Під час Війни за австрійську спадщину у 1743 році очолив французьку армію у Німеччині. Тут 27 червня 1743 року у битві при Деттінгені зазнав поразки від англійської армії Георга II. після цього на деякий час віддаляється від військових справ. Замість цього отримує посаду державного міністра, на якій займається покращенням фінансів.
У 1744 році призначається державним секретарем з іноземних справ. Під час своє каденції намагався замиритися з Австрією, але марно. Того ж року повернувся до військ, де змусив ворогів відступити з Ельзасу.
У 1746 році знову займається дипломатичними відносинами, багато зробив щодо налагодження союзу з Іспанією. Після цього був членом королівської ради до 28 березня 1756 року, коли Ноайль пішов у відставку через свій вік.
Помер у Парижі 24 червня 1766 року.

## Творчість
Залишив після себе «Мемуари про політичну і військову історію часів Людовика XIV та Людовика XV (1682—1766)», що були видані друком у 1777 році.

## Родина
Дружина — Франсуаза Емабль д'Обіньє (1684—1739)
Діти:
- Франсуаза Аделаїда (1704—1776)
- Емабль Габріела (1706—1771), дружина герцога Оноре-Армана де Віллара
- Марія Луїза (1710—1762)
- Луїс (1713—1793), 4-й герцог Ноайль, герцог Еян, маршал Франції
- Філіп (1715—1794), герцог Муши, герцог де Пуа, маршал Франції
- Марі Ганна Франсуаза (1719—1793)